# Plectrocnemia uncata
Plectrocnemia uncata är en nattsländeart som beskrevs av Wang, Yang in Yang, Wang och Charles William Leng 1997. Plectrocnemia uncata ingår i släktet Plectrocnemia och familjen fångstnätnattsländor. Inga underarter finns listade i Catalogue of Life.